# Коктобинський сільський округ (Майський район)
Коктоби́нський сільський округ (каз. Көктөбе ауылдық округі, рос. Коктобинский сельский округ) — адміністративна одиниця у складі Майського району Павлодарської області Казахстану. Адміністративний центр — село Коктобе.
Населення — 4147 осіб (2021; 3955 у 2009, 4315 у 1999, 5211 у 1989).
Станом на 1989 рік існувала Білогорська сільська рада (села Білогор'є, Білогорський хлоприйомочний пункт, Отділення 2, Отділення 3). Села Отділення № 2, Отділення № 3 були ліквідовані 2000 року.

## Склад
До складу округу входять такі населені пункти:
| Населений пункт        | Старі назви                         | Населення, осіб (1989) | Населення, осіб (1999) | Населення, осіб (2009) | Населення, осіб (2021) |
| ---------------------- | ----------------------------------- | ---------------------- | ---------------------- | ---------------------- | ---------------------- |
| Коктобе, село          | Білогор'є                           | 4636                   | 4069                   | 3815                   | 4041                   |
| Білогорський ХПП, село | Білогорський хлібоприйомочний пункт | 228                    | 184                    | 140                    | 106                    |
| Отділення № 2, село    | Отділення 2                         | 225                    | 29                     | -                      | -                      |
| Отділення № 3, село    | Отділення 3                         | 122                    | 33                     | -                      | -                      |